# Кловер (тауншип, округ Маномен, Миннесота)
Кловер (англ. Clover) — тауншип в округе Маномен, Миннесота, США. На 2000 год его население составило 123 человека.

## География
По данным Бюро переписи населения США площадь тауншипа составляет 92,3 км², из которых 89,9 км² занимает суша, а 2,3 км² — вода (2,50 %).

## Демография
По данным переписи населения 2000 года здесь находились 123 человека, 52 домохозяйства и 30 семей. Плотность населения —  1,4 чел./км². На территории тауншипа расположено 57 построек со средней плотностью 0,6 построек на один квадратный километр. Расовый состав населения: 43,09 % белых, 46,34 % коренных американцев, 0,81 % афроамериканцев и 9,76 % приходится на две или более других рас.
Из 52 домохозяйств в 26,9 % воспитывались дети до 18 лет, в 32,7 % проживали супружеские пары, в 19,2 % проживали незамужние женщины и в 42,3 % домохозяйств проживали несемейные люди. 42,3 % домохозяйств состояли из одного человека, при том 19,2 % из — одиноких пожилых людей старше 65 лет. Средний размер домохозяйства — 2,37, а семьи — 3,27 человека.
27,6 % населения — младше 18 лет, 9,8 % — в возрасте от 18 до 24 лет, 22,8 % — от 25 до 44, 23,6 % — от 45 до 64, и 16,3 % — старше 65 лет. Средний возраст — 38 лет. На каждые 100 женщин приходилось 105 мужчин. На каждые 100 женщин старше 18 приходилось 102,3 мужчин.
Средний годовой доход домохозяйства составлял 21 750 долларов, а средний годовой доход семьи —  27 500 долларов. Средний доход мужчин —  27 188  долларов, в то время как у женщин — 17 321. Доход на душу населения составил 13 523 доллара. За чертой бедности находились 19,4 % семей и 21,5 % всего населения тауншипа, из которых 30,2 % младше 18 лет.